# I Really Want to Stay at Your House
«I Really Want to Stay at Your House» es una canción compuesta por la cantante británica Rosa Walton para el videojuego Cyberpunk 2077 estrenado en el 2020,  introducida en la estación de radio ficticia 98.7 "Body Heat Radio". Esta fue lanzada a través de Lakeshore Records e incluida en el álbum de la banda sonora de dicho juego, publicado el 18 de diciembre de 2020. Más tarde, la canción se volvería viral en 2022 después de ser utilizada como tema central en el ONA ciberpunk Cyberpunk: Edgerunners de 2022 y logró ingresar al puesto 68 en el Reino Unido.
La pista se reutilizó en la actualización 2.1, donde los jugadores podían bailar con los personajes con los que estaban saliendo al ritmo de la canción.

## Video musical
El 3 de octubre de 2022 se lanzó un vídeo musical, publicado en los canales oficiales de YouTube de Netflix y Cyberpunk 2077.El clip fue editado por Nicholas Fung  y presenta una recopilación de escenas de toda la serie de anime en donde resaltan la relación romántica de los protagonistas David Martinez y Lucyna Kushinada.

## Rendimiento comercial
Después de su inclusión en la serie, la canción se ubicó en el puesto 68 en la lista de éxitos del Reino Unido. 

## Listas comerciales
| Lista (2022)                                            | Posición |
| ------------------------------------------------------- | -------- |
| Australia (ARIA)                                        | 86       |
| Canadá (Canadian Hot 100)                               | 79       |
| Global 200 (Billboard)                                  | 114      |
| Irlanda (IRMA)                                          | 84       |
| Lituania (AGATA)                                        | 79       |
| Reino Unido (UK Singles Chart)                          | 68       |
| Estados Unidos Hot Rock & Alternative Songs (Billboard) | 23       |